# Plan B (televisieprogramma, 2012)
Plan B was een Vlaams televisieprogramma, een lifestylemagazine dat uitgezonden werd ook de commerciële zender VIER. Het werd van maandag tot donderdag uitgezonden rond 18u40. Het programma handelde over ecologische onderwerpen. Het programma haalde lage kijkcijfers (meestal ongeveer 50.000 kijkers) en werd eind 2012 afgevoerd.

## Rubrieken
- Allemaal beestjes
- De brooddoos
- De Loft
- De Moestuin
- De Sofasurfers
- Gratis
- Ministerie van ideeën